# Máquina desnuda
Una máquina desnuda, o 'bare metal', en informática, significa cuando no hay un núcleo (S.O.) instalado en el hardware. Suelen ser sistemas sencillos, que ejecutan alguna tarea cuando se produce una interrupción, y que el resto del tiempo ejecutan una tarea idle muy básica, normalmente que no hace nada. También se utiliza en los sistemas cloud cuando se parte de una máquina sin Sistema Operativo en cloud para incluir máquinas virtuales.
En las máquinas desnudas suelen usarse las máquinas de estados. Es decir, se supone que el comportamiento de nuestra máquina puede modelarse como una máquina de estados. La rutina de interrupción lo que nos daría es el estado al que tiene que cambiar. Esto fue muy popular, incluso hay herramientas que generan automáticamente el código de cambios entre estados. Pero no es buena idea para las aplicaciones complejas.
- Datos: Q4860306